# Abbazia di Metten
L'abbazia di Metten si trova nell'omonimo paese situato lungo il Danubio, in diocesi di Ratisbona, e appartiene alla congregazione benedettina di Baviera.

## L'abbazia
L'abbazia fu eretta dal monaco Utto grazie a un lascito del sacerdote Gamelberto. La sua origine viene tradizionalmente fatta risalire all'anno 766. I primi monaci provenivano probabilmente dall'abbazia di Reichenau. La fondazione ufficiale avviene nel 792 per volere dell'imperatore Carlo Magno.
L'abbazia sorge, in posizione scenografica, su uno sperone roccioso.
La chiesa abbaziale di Sankt Michael, la sala delle feste e la biblioteca sono stati realizzati dopo le devastazioni della Guerra dei Trent'anni nella prima metà del 1700, sotto l'abate Roman Märkl.
Nel 1803 l'abbazia di Metten è stata secolarizzata ma già nel 1830, grazie al re Ludovico I, i benedettini ne ripresero possesso.
Fu un monaco di Metten, Bonifacio Wimmer, a fondare nel 1846 il primo monastero benedettino degli Stati Uniti d'America: l'abbazia di Latrobe, dedicata a san Vincenzo de' Paoli.

## La biblioteca
L'antica biblioteca,  una delle più belle espressioni dell'arte barocca e rococò in Baviera, contiene circa 200.000 volumi, tra cui 200 incunaboli. Collocata in un ambiente di rara bellezza, con volte affrescate, possenti mobili intagliati, ed una serie di pilastri a forma di cariatide. È stata ulteriormente ampliata nel 2009.